# Mighty Magiswords
Mighty Magiswords (dịch là Những thanh kiếm thần hùng mạnh) là một bộ phim hoạt hình Mỹ giả tưởng hài trực tuyến và phim truyền hình được tạo ra bởi Kyle A. Carrozza (tác giả của"MooBeard: The Cow Pirate"! Từ phim hoạt hình Nicktoons 'Random) đặc biệt cho Cartoon Network Video, là loạt phim gốc trực tuyến đầu tiên của mạng lưới. Bộ phim ngắn trên web chính thức trình chiếu trực tuyến ngày 06 tháng 5 năm 2015 cũng như các trò chơi tương tác thể hiện trong các ứng dụng, Cartoon Network Anything.
Ngày 13 tháng 6 năm 2016, nó đã được xác nhận rằng Mighty Magiswords đã được chọn như là một bộ phim truyền hình dài đầy đủ và công chiếu vào ngày 29 tháng 9 năm 2016 trên kênh Cartoon Network. Một sneak peek của tập phim"Mushroom Menace"phát sóng vào ngày 05 tháng 9 năm 2016, trước ngày ra mắt chính thức.
Ngày 9 tháng 2 năm 2017, Mighty Magiswords được gia hạn cho một mùa thứ hai cũng như một trò chơi điện thoại di động mới, Surely You Quest (trong với trò chơi di động trước của mình, MagiMobile) thiết lập để khởi động trong vòng một tuần sau đó.

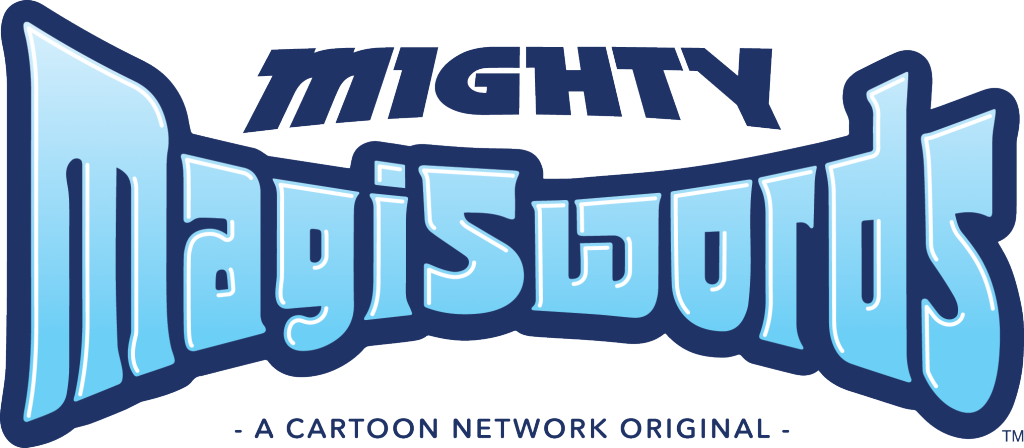
Bìa logo của phim.

## Cốt truyện
Bộ phim là về Vambre và Prohyas, anh em sinh đôi của"Warriors for Hire", những người đi vào cuộc phiêu lưu vui nhộn và nhiệm vụ điên khắp thế giới để tìm và thu thập thanh kiếm thần.

## Nhân vật
- Prohyas Warrior khá chắc mình là chiến binh dũng cảm nhất trong những chiến binh đã từng sống. May thay, không phải vậy. Khi cuộc phiêu lưu là đời sống của Prohyas, anh cũng là một tên ngốc.Đối với anh ấy, thanh kiếm huyền diệu giống như thêm vào bộ sưu tập của anh ấy, như nói về những thanh kiếm có thể làm gì.

"Can I play my Accordion magiswords?" ("Tôi có thể chơi thanh kiếm accordion được không?")
- Vambre Warrior có ấn tượng rằng cô ấy là người sinh đôi kỉ luật, nghiêm túc hơn, nhưng đó không phải là sự thật. Cô ấy cố hoà vào không khí đó, nhưng sự lờ mờ và sự ngốc nghếch cứ giữ cô ấy. Như Prohyas, cô ấy thích sưu tầm thanh kiếm huyền diệu và luôn hăng hái tìm kiếm những thanh kiếm mới. Cô ấy bị ám ảnh bởi sách Veronica Victorious.

"Och!"

## Bối cảnh phim

### Rhyboflaven
- Lâu đài Rhyboflaven là lâu đài xanh khổng lồ nơi công chúa Zange sống, nên anh hùng của chúng ta thường đến thăm thường xuyên. Nó có chủ đề cải xanh, dĩ nhiên.
- Khu chợ Rhyboflaven nằm ở ngoại ô Lâu đài đã phát triển thành một khu chợ mua sắm ngoài trời với hàng loạt các gian hàng với chủ đề cải xanh. Rhyboflaven tự hào với bí quyết nhập khẩu và bẫy du khách này, hoạt động bởi một dân địa phương Buford, là tất cả bằng chứng ta cần.
- Bến cảng Rhyboflaven: từ khi rìa biển Rhyboflaven, biển Fickle, một bến cảng được xây dựng bởi một thuyền trưởng nghỉ hưu, Docky Boardman, và một bến cảng chứa đầy sức hút hàng hải, nhà hàng và đu quay.
- Núi Ma'aal là khu mua sắm khổng lồ bên trong núi rỗng. Nó cực kì lớn và mất tập trung, nhưng chứa rất nhiều cửa hàng huyền bí.
- Hiệu sách The Printed Page
- Cửa hàng thanh kiếm huyền diệu của Ralphio
- Học viện Phiêu lưu
- Quán ăn Slugburger
- Rừng Sheepy
- Trang trại cải xanh của Norman
- Kotassium
- Trụ sở Chiến binh cho thuê

### Núi lửa
Vương Quốc khủng long

### Sa mạc
- Hang Động Đồ Vật
- Barren Faceland

### Khu hàn đới
- Khu rừng Sâu và Tâm tối nhất
- Transylberia

### Đảo ngoài Rhyboflaven
- Keelhaul Cove
- Cửa hàng Bán quần áo đẹp

## Phát hành
Loạt phim ngắn Mighty Magiswords được công chiếu trên Cartoon Network ở Úc và New Zealand vào ngày 16 tháng 1 năm 2016. Cartoon Network Australia đã phát sóng buổi ra mắt trước của loạt phim dài tập vào ngày 10 tháng 12 năm 2016.  Mighty Magiswords được công chiếu dưới dạng một loạt phim đầy đủ tại Úc vào ngày 16 tháng 1 năm 2017.
Mighty Magiswords được công chiếu lần đầu trên Cartoon Network ở Hoa Kỳ vào ngày 29 tháng 9 năm 2016 và được phát sóng lại trên kênh chị em Boomerang từ ngày 29 tháng 5 năm 2018 đến ngày 8 tháng 6 năm 2018, sau đó trở lại lịch chiếu của mạng vào ngày 29 tháng 4 năm 2019. Mighty Magiswords được công chiếu lần đầu trên Cartoon Network UK vào ngày 8 tháng 4 năm 2017 và được phát sóng trên CITV vào ngày 6 tháng 4 năm 2018.
Trên Cartoon Network Africa, bộ phim ngắn được công chiếu vào tháng 1 năm 2017 và chương trình được công chiếu hoàn toàn vào tháng 3 năm 2017. Bộ truyện cũng được công chiếu tại Ấn Độ vào ngày 6 tháng 5 năm 2017.

## Tiếp nhận
Phiên bản truyền hình của chương trình đã nhận được nhiều đánh giá trái chiều, trong đó khía cạnh bị chỉ trích nhiều nhất là vấn đề về nhịp độ của bộ phim. Emily Ashby của Common Sense Media đã viết, "... Ngắn gọn về nội dung hoặc giá trị. Trẻ em có thể không học được nhiều điều từ việc xem, nhưng chắc chắn chúng sẽ thích thú với những trò hề của các nhân vật và tình huống lộn xộn gây cười xảy ra khi mỗi thanh kiếm mới được đưa vào sử dụng".